# Вайнберг, Стивен
Сти́вен Ва́йнберг (англ. Steven Weinberg; 3 мая 1933, Нью-Йорк — 23 июля 2021, Остин) — американский физик, один из создателей единой теории электрослабого взаимодействия и Стандартной модели.
Лауреат Нобелевской премии по физике в 1979 году (совместно с Шелдоном Ли Глэшоу и Абдусом Саламом) «за вклад в объединённую теорию слабых и электромагнитных взаимодействий между элементарными частицами, в том числе предсказание слабых нейтральных токов».
Профессор в Техасском университете в Остине, член Национальной академии наук США (1972) и Американского философского общества (1982), иностранный член Лондонского королевского общества (1981). Удостоен также Национальной научной медали США (1991) и многих других наград.

## Биография
Стивен родился в Бронксе в Нью-Йорке в еврейской семье. Его отец, Фредерик Вайнберг (1901—1984), происходил из семьи иммигрантов из Румынии и работал стенографистом в суде, а мать, Ева Израэл (1909—?), эмигрировала в США из Германии.
Мальчик читал много научно-популярной литературы, увлёкся химией, поступил в расположенную на пересечении Крестон-авеню и 184-й улицы мужскую школу с углубленным изучением физики и математики (англ. Bronx High School of Science, эта школа была основана нью-йоркским советом по образованию в 1938 году в Бронксе). В школе он подружился с Шелли Глэшоу, с которым в будущем они вместе занимались физическими теориями.
В 1950 году Вайнберг окончил специализированную школу и вместе с Глэшоу поступил в Корнеллский университет. В 1954 году Стивен получил степень бакалавра. Также учился в Институте Нильса Бора. В 1957 году получил степень доктора философии в Принстонском университете под руководством Сэма Треймана, название диссертации — The Role of Strong Interactions in Decay Processes («Роль сильных взаимодействий в процессах распада.»).
В 1966 году Вайнберг переехал в Кембридж в штате Массачусетс, стал читать лекции в Гарвардском университете и получил должность гостевого профессора Массачусетского Технологического института (МТИ). В 1969 году он стал полным профессором МТИ.
В 1973 году Вайнберг получил кафедру в Гарварде и должность старшего научного сотрудника (англ. Senior Scientist) в Смитсоновской астрофизической обсерватории.
В 1954 году Вайнберг женился на Луизе Голдвассер (сокурснице по Корнелльскому университету). В 1963 году у них родилась дочь Элизабет. Луиза Вайнберг (англ. Louise Weinberg) стала крупным юристом, специалистом по федеральной судебной системе и конституционному праву США, с 1980 года она стала работать профессором права в Техасском технологическом университете в Остине.
В 1982 году Стивен Вайнберг переехал из Кембриджа к жене в Остин, стал работать в Техасском университете на факультете физики и астрономии.
С 1982 года до конца жизни Вайнберг работал в Техасском университете.
Вайнберг был атеистом. В книге «Мечты об окончательной теории» он пишет: «Воспоминания о Холокосте отталкивают меня от попыток оправдать отношение Бога к Человеку. Если существует Бог, имеющий по отношению к человеку особые планы, то Он очень сильно постарался запрятать свою заботу о нас как можно дальше. Мне кажется невежливым, если не сказать неучтивым, возносить такому Богу свои молитвы». В апреле 1999 года на конференции по космологии в Вашингтоне Вайнберг заявил: «Религия оскорбляет достоинство человека. С религией или без неё, хорошие люди будут делать добро и плохие люди будут делать зло. Но чтобы заставить хорошего человека делать зло — для этого необходима религия».
По политическим предпочтениям — поддерживал сионизм.

## Вклад в науку
Вайнберг — один из создателей Стандартной модели элементарных частиц и один из авторов теории электрослабого взаимодействия.
Являясь выдающимся учёным, Вайнберг также известен как популяризатор науки. Он выступал перед конгрессом США в поддержку строительства сверхпроводящего суперколлайдера, писал статьи для Нью-Йоркского книжного обозрения и выступал с различными лекциями о большом значении науки. Его книги о науке сочетают популяризацию науки с её историей и философией.
Член Американской академии искусств и наук (1968), Национальной академии наук США (1972) и Американского философского общества (1982), иностранный член Лондонского королевского общества (1981).
Вайнберг опубликовал более трехсот научных и научно-популярных статей и 17 книг.

## Критика
В 2015 году, после публикации книги по истории астрономии и физики «Объясняя мир: Истоки современной науки», некоторые историки и социологи науки критиковали Вайнберга, в частности, Стивен Шейпин (англ. Steven Shapin). Вайнберг ответил на критику, успешно отбившись от атак оппонентов.

## Награды
- Премия памяти Роберта Оппенгеймера (1973)
- Премия памяти Рихтмайера (1974)
- Премия Дэнни Хайнемана в области математической физики (1977)
- Силлимановская лекция (1977)
- Science Writing Award[англ.] (1977)
- Нобелевская премия по физике (1979; совместно с Шелдоном Ли Глэшоу и Абдусом Саламом)[4].
- Медаль Эллиота Крессона (1979)
- Медаль Оскара Клейна (1989)
- Национальная научная медаль США (1991)[4].
- Медаль Джеймса Мэдисона (1991)
- Гиббсовская лекция (1996)
- Премия Эндрю Геманта (1997)
- Emperor Has No Clothes Award[англ.] (1999)
- Премия Льюиса Томаса за литературные произведения о науке (1999, Lewis Thomas Prize[англ.])[4]
- Звание «Гуманист года» (2002) Американской гуманистической ассоциации[4]
- Медаль Бенджамина Франклина за выдающиеся достижения в науке (2004, Benjamin Franklin Medal (American Philosophical Society)[англ.])[4]
- Мессенджеровские лекции (2007)
- James Joyce Award[англ.] (2009)
- Почётные звания более десятка университетов (почётный доктор Чикагского университета и др., Knox College[англ.], Рочестерского университета, Йельского университета, Городского университета Нью-Йорка, Дартмутского колледжа, Института Вейцмана и др.), научных обществ и академий[4].